# 私人公司
私人公司（英語：Private company、Closed company）指股東人數不超過50人，限制股份轉讓，不得公開發行股票的有限責任公司。
各地有不同的用語和法規（另見Private limited company）：
- 臺灣稱閉鎖性公司（閉鎖性股份有限公司），法源為《公司法》，其用語源自日本的，美國的closely/privately held corporation。另一種型態為有限公司，法源為《公司法》，源自英語的limited company[2]。
- 香港稱私人公司（私人股份有限公司），法源為《公司條例》，其用語源自英國的private company limited by shares。
- 中國大陸稱有限責任公司，法源為《中華人民共和國公司法》，其用語源自英語的limited liability company。

封閉型公司又稱為少數人公司、股份不公開公司（close corporation），也算是非上市公司，它既非通常所說的私營公司，也非所謂的獨資公司。相對於公開發行公司，兩者最大的區別是它們如何處理財務訊息，公開披露與否；在目的上封閉型公司盡量減少稅賦支出，而上市公司則增加股東的利潤。經常誤解的是封閉型公司規模較小，組織架構比較簡單，事實上，有很多大牌公司也是封閉型公司 ，如玩具反斗城、瑪氏食品、嘉吉公司、科氏工業和彭博社等。
封閉型公司的體制通常為有限責任公司，股東關係封閉，其所有權與經營權不分離。於此相對的是，股份能自由流通，所有權與經營權分離的股份公司。
封閉型公司的股東及董事會成員，都是自然人或其他私人法人。封閉型公司的組織架構比較簡單，如中小企業，不過也有些封閉型公司是大集團的子公司或母公司，它們的公司治理及透明度，不必向外公報，除非是指定業務的封閉型公司，如私營銀行、證券公司、慈善團體等。
上市公司私有化或封閉化（Go Private）是指控權股東向其他小股東全數買入他們持有股份，申請撤銷上市地位，非上市公司是股票沒有上市和沒有在證券交易所交易的股份有限公司。

## 定義

### 臺灣
根據公司法第 356-1 條，閉鎖性股份有限公司，指股東人數不超過五十人，並於章程定有股份轉讓限制之非公開發行股票公司。前項股東人數，中央主管機關得視社會經濟情況及實際需要增加之；其計算方式及認定範圍，由中央主管機關定之。
第356-4 條，公司不得公開發行或募集有價證券。但經由證券主管機關許可之證券商經營股權群眾募資平臺募資者，不在此限。
另外臺灣還有有限公司。有限公司按今法只要一位股東就可成立（民35年：股東二人以上十人以下；民55年：股東二人以上二十人以下；民69年：股東五人以上二十一人以下；民90年至今：股東一人以上），不得發行股票，其公司資本總額，應由各股東全部繳足，不得分期繳款或向外招募。出資額轉讓必須要經過其他半數以上股東的同意，否則不能把股權轉讓給其他人。有限公司的董事也一定要是股東，如果董事沒有經過其他3分之2以上的股東同意，不得轉讓出資給其他人。
有限公司雖按今法無人數上限，但在臺灣會採用有限公司的企業通常規模都不會太大，其股東人數、員工人數及資本額一般而言都比股份有限公司要來得少，大多屬於家族性中小企業。

### 日本
日本的公司法規為，封閉型公司在裡，有（有限責任公司），和，後者一般稱作或（閉鎖性股份有限公司）。兩者在股東/成員的數量、契約、稅收方面幾乎相似，最大的區別在於，是（股份公司），必須設立股東大會和至少一名董事，而可以沒有這些。另外的股份轉讓、新成員加入，要既有全體成員同意，對股份轉讓、新股東加入要比來得寬鬆，其限制由公司章程規定。

### 香港
根據香港法例第32章《公司條例》第29條，私人公司係指一間藉其章程細則作出下列規限的公司：
- 限制將其股份轉讓的權利。
- 限定其成員人數不超過50人，但不包括受僱於該公司的人，亦不包括先前受僱於該公司而在受僱期間及在終止受僱之後一直作為該公司成員的人。
- 禁止邀請公眾人士認購該公司的任何股份或債權證。

### 中國大陸
- 《中华人民共和国私营企业暂行条例》（1988-2018，已廢止）：
第九条 有限責任公司是指投资者以其出资额对公司负责，公司以其全部资产对公司债务承担责任的企业。投资者为二人以上三十人以下；不得向社会发行股票。有限責任公司投资者超过三十人的，应当向工商行政管理机关作专项申报，经同意后始得办理登记。
- 《中华人民共和国公司法》（1993）：
第二十四条　有限責任公司由五十个以下股东出资设立。